# Schindlerjev seznam
Schindlerjev seznam (angleško Schindler's List) je ameriški zgodovinsko dramski film, ki ga je režiral Steven Spielberg po scenariju Stevena Zailliana. Temelji na istoimenskem romanu Thomasa Keneallyja. Zgodba prikazuje sudetsko nemškega poslovneža Oskarja Schindlerja, ki je rešil več kot tisoč poljskih Judov pred holokavstom s tem, da jih je v času druge svetovne vojne zaposlil v svojih tovarnah. V glavnih vlogah nastopajo Liam Neeson kot Schindler, Ralph Fiennes kot SS častnik Amon Göth in Ben Kingsley kot Schindlerjev judovski računovodja Itzhak Stern.
Že leta 1963 se je prvič pojavila ideja za film o Schindlerjevih Judih (nemško Schindlerjuden). Eden izmed njih Poldek Pfefferberg si je za življenjski cilj zadal prikaz Schindlerjeve zgodbe. Spielberga je pritegnila, ko mu je Sidney Sheinberg poslal v pregled roman Schindlerjev seznam. Universal Pictures je kupil pravice zanj, toda Spielberg ni bil prepričan, če želi res posneti film o holokavstu, zato je najprej poskušal dodeliti projekt več drugim režiserjem, preden ga je prevzel sam. Glavni del snemanja je potekal v Krakovu leta 1993 in je trajal 72 dni. Spielberg je film posnel v črno-beli tehniki in dokumentarnem slogu. Direktor fotografije Janusz Kamiński je poskušal ustvariti občutek brezčasnosti. John Williams je napisal glasbo, violinist Itzhak Perlman pa odigral glavno temo.
Film je bil premierno prikazan 30. novembra 1993 v Washingtonu, v drugih kinematografih po ZDA pa 15. decembra istega leta. Kritiki ga pogosto označujejo za najboljši film vseh časov in tudi finančno je bil zelo uspešen s 322 milijoni USD prihodkov po svetu ob 22 milijonskem proračunu. Nominiran je bil za oskarja v dvanajstih kategorijah, nagrajen pa s sedmimi, tudi za najboljši film, režijo, scenarij in glasbo. Ob tem je prejel še sedem nagrado BAFTA in tri Zlate globuse. Leta 2007 ga je Ameriški filmski inštitut uvrstil na osmo mesto stotih najboljših ameriških filmov AFI's 100 Years...100 Movies. Leta 2004 ga je ameriška Kongresna knjižnica izbrala za ohranitev v okviru Narodnega filmskega registra zavoljo njegove »kulturne, zgodovinske ali estetske vrednosti«.

## Vloge
- Liam Neeson kot Oskar Schindler
- Ben Kingsley kot Itzhak Stern
- Ralph Fiennes kot Amon Göth
- Caroline Goodall kot Emilie Schindler
- Jonathan Sagall kot Poldek Pfefferberg
- Embeth Davidtz kot Helen Hirsch
- Małgorzata Gebel kot Wiktoria Klonowska
- Mark Ivanir kot Marcel Goldberg
- Beatrice Macola kot Ingrid
- Andrzej Seweryn kot Julian Scherner
- Friedrich von Thun kot Rolf Czurda
- Jerzy Nowak kot vlagatelj
- Norbert Weisser kot Albert Hujar
- Anna Mucha kot Danka Dresner
- Adi Nitzan kot Mila Pfefferberg
- Piotr Polk kot Leo Rosner
- Rami Heuberger kot Joseph Bau
- Ezra Dagan kot rabin Menasha Lewartow
- Elina Löwensohn kot Diana Reiter
- Hans-Jörg Assmann kot Julius Madritsch
- Hans-Michael Rehberg kot Rudolf Höß
- Daniel Del Ponte kot Josef Mengele
- August Schmölzer kot Dieter Reeder
- Ludger Pistor kot Josef Leipold